# 高麗広山
高麗 広山（こま の ひろやま、生没年不詳）は、奈良時代の官人。氏姓は背奈公のち背奈王、高麗朝臣。官位は外従五位下・右虎賁衛佐。

## 経歴
聖武朝の天平19年（747年）従兄弟の背奈福信・兄の背奈大山らとともに公姓から王姓に改姓する（この時の位階は従八位上）。天平21年（749年）正月から閏5月にかけて、大寺へ139日の上日をして写経・礼仏を行った。天平勝宝2年（750年）一族と共に高麗朝臣に改姓する。
天平宝字6年（762年）4月に遣唐使用の船1隻が安芸国から難波の江口（淀川河口）に到着した際、船が座礁・破損したため、遣唐使節の人選・人員を見直すことになり、藤原田麻呂に替わって広山が副使に任ぜられた（大使は中臣鷹主）。同年夏に唐への渡航を試みるが風浪に恵まれて失敗し、結局8月になって遣唐使の派遣は中止となった。なお、同年には遣高麗使（遣渤海使）の大使を務めていた兄・大山が渤海からの帰国途上で没している。
淳仁朝末の天平宝字8年（764年）外従五位下・右虎賁衛佐に叙任される。その後の動静は伝わらず、同年9月に発生した藤原仲麻呂の乱に巻き込まれて失脚または没したか。

## 官歴
『続日本紀』による。
- 時期不詳：従八位上
- 天平19年（747年） 6月7日：公姓から王（こにきし）姓に改姓
- 天平21年（749年） 正月：見坊舎人[3]
- 天平勝宝2年（750年） 正月27日：背奈王から高麗朝臣に改姓
- 時期不詳：正六位上
- 天平宝字6年（762年） 4月17日：遣唐副使
- 天平宝字8年（764年） 正月7日：外従五位下。7月25日：見右虎賁衛佐[4]